# Homo Deus: kort historik över morgondagen
Homo Deus: kort historik över morgondagen (hebreisk originaltitel: ההיסטוריה של המחר, engelsk originaltitel: Homo Deus: A Brief History of Tomorrow) är en bok av den israeliska författaren Yuval Harari. Boken publicerades på hebreiska 2015, engelska 2016 samt på svenska 2017. Den har ett liknande tema som hans tidigare bok Sapiens: en kort historik över mänskligheten men med fokus på framtiden.